# الحصب (الحديدة)

تعديل مصدري - تعديل

الحصب هي إحدى قرى مديرية الجراحي، التابعة لمحافظة الحديدة اليمنية، بلغ تعداد سكانها 1548 نسمة حسب الإحصاء الذي جرى عام 2004.